# Conus musicus
El Conus musicus es una especie de caracol de mar, un molusco gasterópodo marino en la familia Conidae, los caracoles cono y sus aliados.
Estos caracoles son depredadores y venenosos. Son capaces de «picar» a los seres humanos y seres vivos, por lo que debe ser manipulado con cuidado o no hacerlo en absoluto.
Hay una subespecie Conus musicus parvatus Walls, 1979.

## Descripción
El tamaño de una concha de adulto varía entre 14 mm y 30 mm. El color de la concha es blanquecina, con bandas anchas de luz de ceniza violeta y estrechas líneas revolventes de chocolate, divididas en breves líneas y manchas. La aguja es a menudo ligeramente coronar de rayos con chocolate.

## Distribución
Esta especie se encuentra en el mar Rojo y en el océano Índico a lo largo de Aldabra, Chagos, Madagascar, Mozambique y Tanzania, en el océano Índico Central (a lo largo de Sri Lanka y Maldivas) a las Islas Marshall y Fiyi, las islas Ryukyu, al oeste y este de Australia.